# Loutzviller
Loutzviller é uma comuna francesa na região administrativa de Grande Leste, no departamento de Mosela. Estende-se por uma área de 3,22 km². Em 2010 a comuna tinha 154 habitantes (densidade: 47,8 hab./km²).